# 群馬県高等学校の廃校一覧
群馬県高等学校の廃校一覧（ぐんまけんこうとうがっこうのはいこういちらん）とは、群馬県の廃校となった高等学校の一覧。対象となるのは学制改革（1948年）以降に廃校となった高等学校と分校である。名称は廃校当時のもの。廃校時に属していた自治体が合併により消滅している場合は現行の自治体に含める。また、現在休校中の学校は公式には存続していることとなっているが、休校中の学校は事実上廃校となっている場合が多いため、便宜上本項に記載する。
小学校や中学校と異なり、生徒が在学中に在籍校が変更となることはほとんどなく、新設校が開校する年と旧校が閉校となる年は異なることが多い。また、統合した場合でも片方の高等学校が旧校の生徒が卒業するまで存続扱いとなる場合もある。

## 公立高等学校

### 前橋市
- 群馬県立前橋東商業高等学校（2007年群馬県立前橋商業高等学校へ統合、2009年完全移行のため廃校）[1]

### 高崎市
- 群馬県立中央高等学校（2009年閉校し群馬県立中央中等教育学校へ移行）[2]

### 桐生市
- 群馬県立桐生高等学校〈旧〉（2021年桐生女子高と統合し群馬県立桐生高等学校〈新〉へ）[3]
- 群馬県立桐生女子高等学校（2021年桐生高〈旧〉統合し桐生高〈新〉へ移行のため廃校）[3]
- 群馬県立桐生南高等学校[4]（2021年桐生西高と統合し群馬県立桐生清桜高等学校へ[5]）
- 群馬県立桐生西高等学校[4]（2021年桐生南高と統合し桐生清桜高へ[5]）

### 伊勢崎市
- 群馬県立伊勢崎東高等学校（2007年境高と統合し群馬県立伊勢崎高等学校へ移行）[6]
- 群馬県立境高等学校（2007年伊勢崎東高と統合し伊勢崎高へ移行のため廃校）[6]
- 伊勢崎市立伊勢崎高等学校（2014年伊勢崎市立四ツ葉学園中等教育学校への移行に伴い廃止）[注釈 1]

### 太田市
- 群馬県立太田西女子高等学校（2007年群馬県立太田フレックス高等学校新設のため廃校）[7]

### 藤岡市
- 群馬県立藤岡高等学校（2007年群馬県立藤岡中央高等学校新設のため廃校）[注釈 2]
- 群馬県立藤岡女子高等学校（同上）[8][注釈 3]

### 安中市
- 群馬県立蚕糸高等学校後閑分校（1960年廃校）
- 群馬県立蚕糸高等学校妙義分校（1962年廃校）
- 群馬県立蚕糸高等学校碓東分校（1968年廃校）
- 群馬県立安中実業高等学校（1987年蚕糸高から改称、2006年安中高と統合し群馬県立安中総合学園高等学校となり、2008年完全移行）[9]
- 群馬県立安中高等学校（2006年安中実業高と統合し安中総合学園高となり、2008年完全移行）[9]

### 富岡市
- 群馬県立富岡高等学校吉井分校（1951年）[10]
- 群馬県立富岡高等学校〈旧〉（2018年富岡東高と統合し群馬県立富岡高等学校〈新〉へ）[10]
- 群馬県立富岡東高等学校（2018年富岡高〈旧〉と統合し富岡高〈新〉へ）[10]

### 吾妻郡
- 群馬県立中之条高等学校（2018年吾妻高と統合し群馬県立吾妻中央高等学校へ）[11]
- 群馬県立吾妻高等学校（2018年中之条高と統合し吾妻中央高へ）[11]

## 私立高等学校

### 前橋市
- 明和高等学校（2005年、創世中等教育学校に移行のため廃校）[12]
- 創世中等教育学校（2011年休校、2012年廃校[12]）

### 高崎市
- 学文館女子商業高等学校→新町高等学校→上武大学附属第一高等学校（1979年廃校）[13]
- 学芸館高等学校（2019年廃校）[14]